# Dražeta
Dražeta je srpsko i hrvatsko prezime. Prezime je veoma rijetko i izvorno ga nalazimo u pet mjesta na području bivše Jugoslavije; u selima Mošorinu i Starim Banovcima (Vojvodina), selima Ivoševcima i Hodilju (Dalmacija) i u gradu Jajcu (Bosna). Dražete u Mošorinu, Starim Banovcima i Ivoševcima su srpske narodnosti i pravoslavne vjere, dok su Dražete u Hodilju i Jajcu hrvatske narodnosti i katoličke vjere. Dražete pravoslavne vjere za krsnu slavu imaju Svetog Stefana.

## Nastanak prezimena
Prije nego što je postalo prezime, Dražeta je bilo vlastito ime koje se na području bivše Jugoslavije spominje od 12. stoljeća. Ime Dražeta nastalo je kao razvojni oblik imena Draže. Ime je slavenskog podrijetla i nastalo je od opisnog pridjeva "drag".
Ne možemo točno reći kada je i gdje nastalo prezime Dražeta. Prvi sigurni podatci o prezimenu potječu iz 18. stoljeća. U selu Desićima u Crnoj Gori 1521. godine je zabilježena osoba s imenom Dražeta Radivoj, ali ne možemo točno znati je li toj osobi Dražeta bilo ime ili prezime.

## Podrijetlo prezimena
Prezime Dražeta javlja se u Mošorinu od 1783., a u Starim Banovcima od 1805. godine. Dražete u ovim dvama selima su jedni druge smatrali rođacima i u prošlosti su se često posjećivali. Prema "Kronici Starih Banovaca" (Srijemska Mitrovica, 1989.), Dražete su se u Stare Banovce doselili s područja današnje Hrvatske. U matičnoj knjizi umrlih u Mošorinu, zabilježen je 1783. godine Dražeta Marko, sin Grigorija "šijaka". Nazivom "šijak" su u to vrijeme označavani doseljenici iz Hrvatske. Budući da na području Hrvatske nalazimo prezime Dražeta u selu Ivoševcima u sjevernoj Dalmaciji, možemo s velikom vjerojatnošću tvrditi da su se Dražete u Mošorin i Stare Banovce doselili iz Ivoševaca. To potvrđuje i krsna slava, Sveti Stefan, koju slave Dražete u svim trima selima. Zanimljiv je i navod dr. Dušana J. Popovića (Srbi u Vojvodini, knjiga druga, Novi Sad, 1990.) da se u Mošorinu i Vilovu nalazilo naročito mnogo "šijaka" podrijetlom iz Dalmacije i Hrvatske.
Prilikom utvrđivanja podrijetla Dražeta iz Ivoševaca, važno je osvrnuti se na srodničku vezu ove obitelji s obitelji Vujasinović. Naime, Dražete i Vujasinovići u Ivoševcima smatraju jedni druge rođacima, a o ovom srodstvu postoje dvije različite priče. Prema jednoj priči Dražete potječu od Vujasinovića, odnosno Dražeta je prvobitno bio obiteljski nadimak za jedne od Vujasinovića, a kasnije je postao posebnim prezimenom. U prilog ovome govori i to što Dražete i Vujasinovići imaju za krsnu slavu Svetog Stefana jer je kod Srba ranije postojao običaj da se prezime mijenja, ali krsna slava ne. 
Prema drugoj priči, Dražete ne potječu od Vujasinovića, već su se i Dražete i Vujasinovići u Ivoševce doselili iz sela Lužaca kod Sanskog Mosta u zapadnoj Bosni, a srodstvo ovih dviju porodica dolazi odatle što se predak Vujasinovića oženio iz Dražeta. Prema nepotvrđenim pričama u okolici Prijedora u zapadnoj Bosni, bilo je Dražeta muslimanske vere, što govori u prilog tvrdnji da Dražete vode podrijetlo s ovog područja. U knjizi "Prezimena Srba u Bosni" (Đorđe Janjatović, Sombor, 1993.), na području Prijedora i Sanskog Mosta nalazimo prezimena Vujasinović i Vujasin, a obje obitelji za krsnu slavu imaju Svetog Stefana, što potvrđuje da Vujasinovići u Ivoševcima vode podrijetlo iz tih krajeva.
Prema knjizi "Antroponimija Bukovice" (Živko Bjelanović, Split, 1988.), stanovništvo istočnog dijela dalmatinske Bukovice, u kojem se nalaze Ivoševci, doselilo se na to područje iz zapadne Bosne krajem 17. stoljeća. Ovo potvrđuje da Dražete vode podrijetlo iz zapadne Bosne, bez obzira na to jesu li se u vrijeme doseljavanja u Ivoševce prezivali Dražeta ili Vujasinović. Prema knjizi "Prezimena Srba u Bosni", najveći broj prezimena kod Srba i Hrvata nastao je u 16. i 17. stoljeću, a to je vrijeme kad su predci Dražeta vjerojatno živjeli na području zapadne Bosne. To bi otprilike mogao biti vremenski i prostorni okvir u kojem je nastalo prezime Dražeta. 
U "Antroponimiji Bukovice" navodi se da je stanovništvo zapadne Bosne, Like i Dalmacije, doseljeno u te krajeve tijekom 16. i 17. stoljeća, izravan potomak naroda kojem kao izvor selidbi možemo označiti Crnu Goru i Hercegovinu, napose kraj između Pive, Tare, Lima i gornje Neretve. U prilog oblikovanja prezimena Dražeta na ovom području, može govoriti i nepotvrđena priča po kojoj je u Boki kotorskoj u Crnoj Gori bilo Dražeta pravoslavne vjere.
Što se tiče podrijetla Dražeta katoličke vjere u Hodilju i Jajcu, ne možemo točno reći jesu li ove dvije skupine u međusobnom srodstvu ili u srodstvu s pravoslavnim Dražetama. Prema dr. Nikoli Zvonimiru Bjelovučiću (Poluotok Rat (Pelješac), Naselja i poreklo stanovništva, knjiga 11, Beograd, 1922.), Dražete su se u Hodilje doselili prije 100 godina (oko 1822.) iz nepoznatog mjesta. Postoji više priča o tome odakle su se mogli doseliti; spominju se Hercegovina, sjeverna Dalmacija, Vojvodina, Hrvatsko zagorje, itd., a postoje i priče da su Dražete iz Hodilja ranije bili ili pravoslavne ili muslimanske vjere. Ovo se svakako nadovezuje na priču po kojoj je u zapadnoj Bosni bilo Dražeta muslimanske vjere. Također postoje priče da su se Dražete u Hodiljama ranije prezivali Delo ili Ruda. Za Dražete u Jajcu ne zna se kada su i odakle došli u to mjesto; prema jednoj priči potječu iz južne Dalmacije (Hodilje), a prema drugoj iz Vojvodine. Vjerojatnija će biti tvrdnja da potječu iz južne Dalmacije, jer su Dražete u južnoj Dalmaciji katoličke vjere, isto kao i Dražete u Jajcu, dok su Dražete u Vojvodini pravoslavne vjere.

## Slična imena i prezimena
Postojanje imena Dražeta potvrđeno je u povijesnim izvorima od 12. stoljeća, dok je postojanje od njega izvedenog imena ili prezimena Dražetin potvrđeno u povijesnom izvoru iz 14. stoljeća. Ime Dražeta se danas rijetko rabi, ali nije potpuno iščezlo iz uporabe; prema telefonskom imeniku Hrvatske za 2004. godinu u Kninu je živjela osoba s imenom Dražeta Davidović, dok se osoba s imenom Dražeta Dražetić spominje kao autor stručnog rada u hrvatskom časopisu "Mljekarstvo" (broj 03. iz 2003. godine). 
U matičnim knjigama u selu Mošorin prezime Dražeta je bilježeno u četirima različitim inačicama: Dražeta, Dražetin, Dražetić i Dražetič, iako nema sumnje da je izvorni oblik prezimena glasio Dražeta. Danas su se kod Dražeta podrijetlom iz Mošorina za prezime zadržali oblici Dražeta i Dražetin, dok su oblici Dražetić i Dražetič iščezli. 
Prezime Dražetić nalazimo u selima Turbe i Imljani u Bosni, kao i u nekoliko mjesta u Hrvatskoj, najviše na području Petrinje, Požege, Siska, Velike Gorice i Zagreba, a ovo prezime je prvi put zabilježeno u Šibeniku 1386. godine. Godine 1416. spominje se knez Grgur Dražetić, susjed Dubrovčanima, kome su u području kojim je vladao bili Omišani. Prezime Dražetić također se spominje u Velikoj Pisanici u Slavoniji 1783. godine.
Nesporno je da je prezime Dražetić nastalo od imenske osnove Dražeta, ali ne možemo reći je li Dražeta u ovom slučaju bilo ime ili prezime. Ako je prezime Dražetić nastalo od prezimena Dražeta, postavilo bi se pitanje mogućeg srodstva Dražetića i Dražeta, prije svega onih iz Hodilja i Jajca, jer su Dražetići katoličke vjere, isto kao i Dražete u ovim mjestima. Zabilježeni su i Dražetići pravoslavne vjere u selu Golubinjak kod Daruvara u Slavoniji.
Prezime Dražetič, koje postoji u Sloveniji, najvjerojatnije je inačica prezimena Dražetić, jer slovenska abeceda ne poznaje slovo "ć".
U Sarajevu je 1882. godine zabilježeno prezime Dražetović. Radi se o osobi ili osobama pravoslavne vjere koje su za krsnu slavu imale Svetog Savu. Ovo prezime nije izvedeno od imenske osnove Dražeta, već od imenske osnove Draže od koje je izvedeno i samo ime Dražeta.
U Srpskom rječniku Vuka Stefanovića Karadžića (u Beču, 1852.), zabilježen je izraz "dražetina", kao uvećanica pridjeva "draga".

## Povijesni izvori o imenu Dražeta

### Natpis iz Čičeva
Najstariji podatak o imenu Dražeta nalazimo na kamenom odlomku u crkvi Svetog Petra u Čičevu kod Trebinja, u današnjem selu Crnču. Natpis datira iz 12. stoljeća (između 1177. i 1200. godine). Po svemu sudeći, radi se o tri brata koji sahranjuju majku. Natpis glasi:

### Bogumilski poglavar
Početkom 12. stoljeća jedan od poglavara bosanskih bogumila zvao se Dražeta. O njemu govore dva povijesna izvora: "Bilinopoljska izjava" i "Popis bogomilskih vladara". 
"Bilinopoljska izjava" je isprava u kojoj su poglavari bosanske bogumilske crkve pred izaslanikom rimskog pape izjavili da se odriču svog krivovjerja. Izjava je potpisana 8. travnja 1203. godine na Bilinom polju kod Zenice, a jedan od bogumilskih poglavara koji su je potpisali zvao se Dražeta. Ostali poglavari zvali su se: Dragič, Ljubin, Pribiš, Ljuben, Radoš i Vladoš. Dragič je tada bio poglavar ("djed"), dok su Ljubin i Dražeta bili njegovi pomoćnici ("gosti"), koji su poslije postali njegovim nasljednicima. Poslije potpisivanja izjave, Ljubin i Dražeta otišli su ugarskom kralju Emeriku i pred njim 30. travnja položili zakletvu da će se držati odluka iz izjave. Ta izjava bila je samo formalne naravi jer su se bogomilski poglavari usprkos potpisanoj izjavi i dalje držali svoje vjere.
Drugi izvor koji govori o Dražeti bogumilu je "Popis bogumilskih vladara" koji se nalazi u evanđelju bosanskog tepčije (dvorskog dostojanstvenika) Batala iz 1393. godine. U njemu je popis bogumilskih poglavara od sredine 12. stoljeća pa sve do 1393. godine. Ovaj popis pokazuje da je, poslije "djeda" Dragiča, "djed" bio Ljubin, a poslije njega Dražeta. Dakle, Dražeta je bio vrhovni poglavar ("djed") bosanske bogumilske crkve. Smatra se da je Dražeta upravljao bosanskom crkvom između 1215. i 1220. godine.

### Zapis sa stećka
Na zapisu sa stećka iz mjesta Gornje Hrasno kod Stoca, koji datira iz 1258. godine, spominje se klesar s imenom Dražeta. Zapis je sljedeći:

### Dečanske zlatne bule
Ime Dražeta, kao i ime ili prezime Dražetin spominju se u Dečanskim zlatnim bulama, srednjovjekovnim srpskim ispravama nastalim u vrijeme podizanja manastira Dečana u prvoj polovici 14. stoljeća. U zlatnim bulama se nalazi popis stanovnika Dečanskog vlastelinstva, a među stanovnicima vlastelinstva popisane su i osobe koje su imale navedena imena. Dečanske zlatne bule nastale su oko 1330./1331. godine.
Ime Dražeta nalazi se u drugoj Dečanskoj zlatnoj buli, a popisano je u selu Dobra Rijeka, koje se nalazilo na području današnje općine Andrijevica u Crnoj Gori. Zapis glasi:
U trećoj Dečanskoj zlatnoj buli nalazi se ime ili prezime Dražetin, koje je popisano u selu Vlasi Sremljane, koje se nalazilo na području današnje općine Đakovica u Metohiji. Zapis glasi:
Prema "Srpskom prezimeniku" (Dr. Velimir Mihajlović, Novi Sad, 2002.), Dražetin je ovdje predstavljalo "očinstvo", odnosno prezime, dok ga Milica Grković (Imena u Dečanskim hrisovuljama, Novi Sad, 1983.) smatra imenom.

### Crnogorske listine
U Crnogorskoj haračkoj listini iz 1521. godine u selu Desići u Crnoj Gori spominje se osoba s imenom Dražeta Radivoj. Iako je u Carskoj listini za Crnu Goru i nahije Grbalj iz 1523. godine ovo selo zabilježeno kao Lešnji Desići, a osoba kao Dražeta Radonja, nema sumnje da se radi o istom selu i istoj osobi. Međutim, ne možemo znati je li ovoj osobi Dražeta bilo ime ili prezime.

### Katastig Pećke patrijaršije
Ime Dražeta spominje se u mjestu Berčul u Banatu 1660. godine, u "Svetom katastigu monastira svetie i velikie crkve patriarhie pekske". Katastig predstavlja popis u koji je bilježeno što je tko dao Pećkoj patrijaršiji. Prilikom posjete patrijarhovih opunomoćnika mjestu Berčul 1660. godine, načinjen je sljedeći zapis:
Ovdje dakle vidimo da se starješina mjesta ("kmet") zvao Dražeta, a sudeći prema količini datog novca, može se zaključiti da je bio i najimućniji domaćin u mjestu.